# Südwesttangente
Die Südwesttangente (SWT) ist eine vierspurig ausgebaute Schnellstraße zwischen dem Nürnberger Hafengebiet und dem Westen von Fürth.

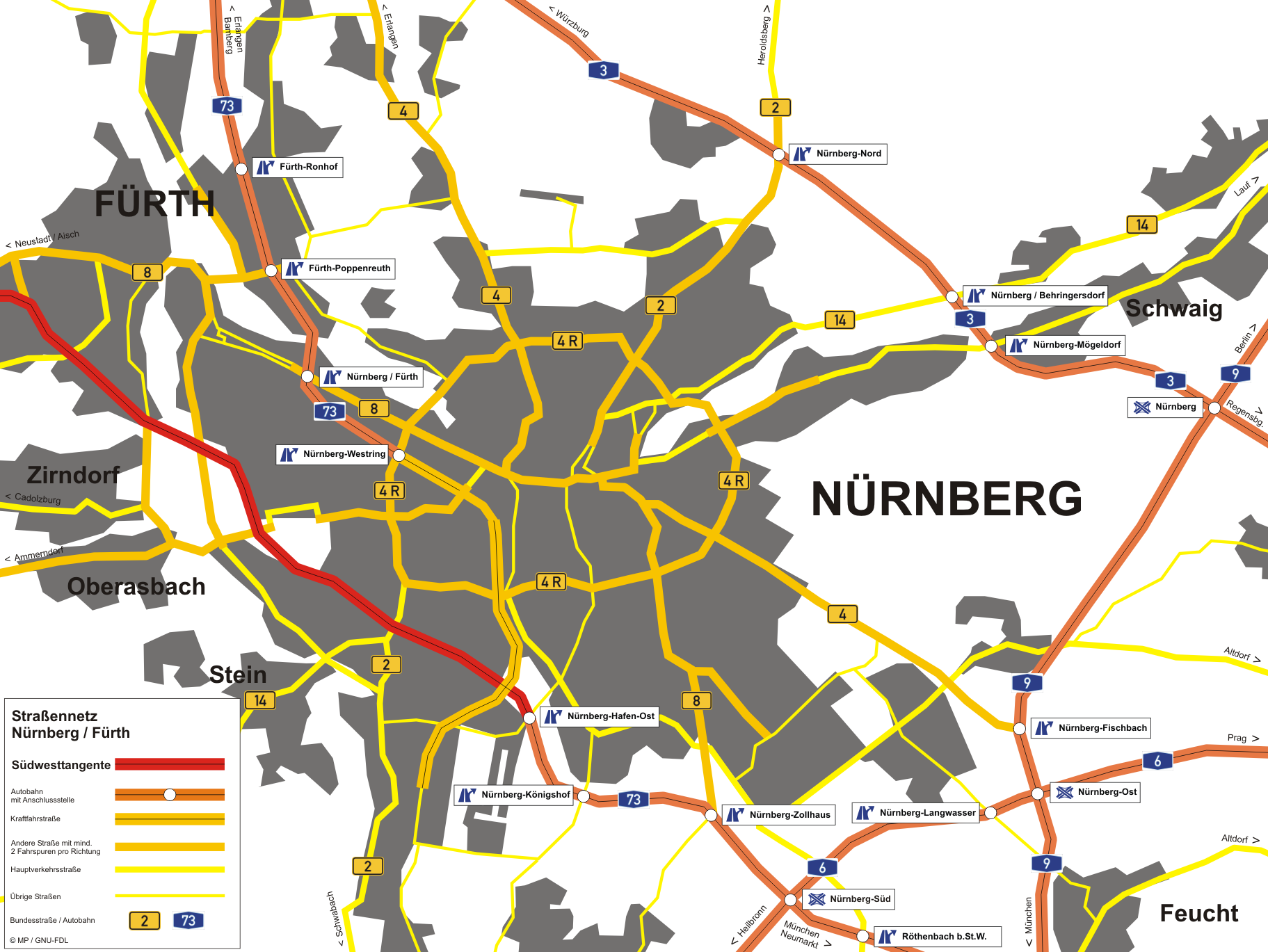
Lage der Südwesttangente (rot)

Im engeren Sinn beginnt sie an der Nürnberger Stadtgrenze bei der Anschlussstelle Nürnberg-Münchener Straße und endet an der Anschlussstelle Fürth-West südlich von Burgfarrnbach, wo sie in die Bundesstraße 8 übergeht. An der Anschlussstelle Kreuz Nürnberg-Hafen kreuzt sie den dort als Kreisstraße N 4 geführten Frankenschnellweg. Ihren Namen verdankt sie ihrer geographischen Lage im Großraum Nürnberg, den sie von Süden nach Westen durchzieht. Zwischen der Anschlussstelle Nürnberg-Hafen Ost und dem 1. Teil der Anschlussstelle Fürth-West verläuft sie parallel zum Main-Donau-Kanal. Bis 1994 trug der entlang des Kanals weiterführende und heute als Hafenstraße bezeichnete Abschnitt bis zur Würzburger Brücke ebenfalls den Namen Südwesttangente.
Im weiteren Sinn, insbesondere im Sprachgebrauch der Bevölkerung, reicht die Südwesttangente allerdings vom Autobahndreieck Nürnberg/Feucht (A 9) bis zum Kreisverkehr zwischen Neustadt an der Aisch und Diespeck. Eine ursprünglich geplante Widmung als A 752 im gesamten Verlauf wurde nie realisiert und inzwischen verworfen.
Zwischen dem Dreieck Nürnberg/Feucht und der Anschlussstelle Nürnberg-Hafen-Ost ist die Straße als A 73 gewidmet, ab der Ausfahrt Fürth-West als B 8. Der dazwischen liegende Abschnitt ist eine Gemeindestraße und wird vom Freistaat Bayern intern als G 108 (im Stadtgebiet Fürth) und G 109 (im Stadtgebiet Nürnberg) bezeichnet. Seit Juli 2015 ist der 13,5 Kilometer lange Abschnitt zwischen Fürth-West und Langenzenn-Nord für Lastkraftwagen über 12 t Gesamtgewicht mautpflichtig.

## Ausbau
Zwischen dem Dreieck Nürnberg/Feucht und der Anschlussstelle Langenzenn-West/Wilhermsdorf ist die Straße durchgehend mindestens vierstreifig ausgebaut. Mit der Überquerung des Zenntals wird sie zu einer nur noch zweispurigen, nur in Teilabschnitten kreuzungsfreien Bundesstraße, abschnittsweise bestehen auch drei Fahrstreifen. Ende ist der Kreisverkehr kurz vor Neustadt an der Aisch und Diespeck, wo sie auf die B 470 trifft.